# Clathria faviformis
Clathria faviformis är en svampdjursart som beskrevs av Marcus Lehnert och van Soest 1996. Clathria faviformis ingår i släktet Clathria och familjen Microcionidae. Inga underarter finns listade i Catalogue of Life.